# Jaurès (film)
Pour les articles homonymes, voir Jaurès.
Pour plus de détails, voir Fiche technique et Distribution.
Jaurès est un documentaire français réalisé par Vincent Dieutre, sorti en 2013.

## Fiche technique
- Titre : Jaurès
- Réalisation : Vincent Dieutre
- Scénario : Vincent Dieutre
- Photographie : Vincent Dieutre et Jeanne Lapoirie
- Son : Didier Cattin
- Musique : Benjamin Esdraffo
- Montage : Mathias Bouffier
- Production : La Huit Production - Cinaps TV
- Pays d'origine :  France
- Durée : 83 minutes
- Date de sortie : France - 3 avril 2013

## Distribution
- Vincent Dieutre
- Éva Truffaut

## Distinctions
- 2012 : Teddy Award du jury au Festival de Berlin